# Филип Нериус фон Фюрстенберг
Филип Нериус Мария Йозеф фон Фюрстенберг (на немски: Philipp Nerius Maria Joseph von Fürstenberg; * 21 октомври 1755, Прага, Бохемия; † 5 юни 1790) от бохемската линия на Фюрстенбергите е княз на Фюрстенберг.

## Произход
Той е син на принц Карл Боромеус Егон I фон Фюрстенберг (1729 – 1787) и съпругата му графиня Мария Йозефа фон Щернберг (1735 – 1803), дъщеря на граф Франц Филип фон Щернберг (1708 – 1786) и Мария Елеонора Леополдина фон Щархемберг (1712 – 1800). Внук е на княз и ландграф Йозеф Вилхелм Ернст фон Фюрстенберг (1699 – 1762) и графиня Терезия Анна Мария Елеонора фон Валдшайн-Вартенберг (1707 – 1756). Брат е на фелдмаршал-лейтенант Карл Алойс фон Фюрстенберг (1760 – 1799).

## Фамилия
Филип Нериус Мария фон Фюрстенберг се жени на 10 февруари 1779 г. в Донауешинген за първата си братовчедка принцеса Йозефа Мария Йохана Бенедикта фон Фюрстенберг-Щюлинген (* 14 ноември 1756; † 2 октомври 1809), дъщеря на чичо му 6. княз Йозеф Венцел фон Fюрстенберг-Щюлинген (1728 – 1783) и графиня Мария Йозефа фон Валдбург-Шеер-Траухбург (1731 – 1782). Те имат три деца:
- Йозефа Мария Филипина (* 5 март 1780; † 10 март 1780)
- Леополдина Филипина Каролина Мария Йозефа (* 10 април 1781; † 7 юни 1806, Прага), омъжена на 20 октомври 1799 г. в Прага за ландграф Виктор Амадеус фон Хесен-Ротенбург, херцог на Ратибор, княз на Корвей (* 2 септември 1779; † 12 ноември 1834)
- Карл Габриел Мария Йозеф (* 2 февруари 1785; † 13 декември 1799, Прага)